# Armoriale dei comuni della provincia di Latina
Questa pagina contiene le armi (stemmi e blasonature) dei comuni della provincia di Latina.
| Stemma | Comune e blasonatura | Gonfalone e/o bandiera           |
| --- | --- | -------------------------------- |
| | Aprilia Campo di cielo, a cinque rondini di nero al volo spiegato, in formazione di cuneo rovesciato. D.P.R. del 14 luglio 1954 Gonfalone: drappo di colore azzurro, riccamente ornato di ricami di argento e caricato dello stemma sopradescritto con l'iscrizione centrata in argento Comune di Aprilia |                                  |
| | Bassiano D'azzurro alla figura di Sant'Erasmo vescovo con mitra d'oro e impugnante con la destra un pastorale dello stesso. Ornamenti esterni da Comune Gonfalone: drappo di giallo riccamente ornato di ricami d'argento e caricato dello stemma sopra descritto con l'iscrizione centrata in argento Comune di Bassiano D.P.R. del 26 aprile 1983 |                                  |
| | Campodimele |                                  |
| | Castelforte Di azzurro, ai tre colli all'italiana, fondati in punta, di argento, uniti, quello centrale più alto e più largo, sormontati dalla cometa d'oro di otto raggi, il raggio inferiore inglobato nella coda ondeggiante in palo. Sotto lo scudo, su lista bifida e svolazzante di azzurro, il motto, in lettere maiuscole di nero, Fortis in Sublimi. Ornamenti esteriori da Città. Gonfalone: drappo di giallo… |                                  |
| | Cisterna di Latina D'azzurro nella parte superiore e di verde nella parte anteriore, con tre torri. Gonfalone: drappo di azzurro… |                                  |
| | Cori Di rosso, al leone d'oro, allumato e linguato di rosso, caricato sotto la criniera dal cuore, dello stesso. Sotto lo scudo, su lista bifida e svolazzante di rosso, il motto, in lettere maiuscole, puntate, d'oro, S.P.Q.C. Ornamenti esteriori da Città. D.P.R. del 9 gennaio 2004 (Decreto del 27 febbraio 1934) Gonfalone: drappo di giallo con la bordatura di rosso… D.P.R. del 9 gennaio 2004 Bandiera: Drappo di rosso, ornato dal medaglione ellittico di giallo, caricato dallo stemma civico. |                                  |
| | Fondi D'azzurro, alla fascia di rosso. Ornamenti esteriori da città. Gonfalone: drappo di bianco… |                                  |
| | Formia D'azzurro, alla fenice sulla sua immortalità, il tutto al naturale, essa fenice mirante un sole d'oro orizzontale nel cantone destro del capo; colla bordatura composta di ventiquattro pezzi, di verde, d'argento e di rosso alternati. Motto: Post fata resurgo. Decreto del 27 aprile 1865 Gonfalone: drappo di azzurro… |                                  |
| Stemma della città con la corona marchionale come si trova in alcune rappresentazioni                                                | Gaeta Inquartato di rosso e d'argento. D.R. del 1º marzo 1939 Gonfalone: drappo inquartato di rosso e di bianco… |                                  |
| | Itri D'azzurro, al serpente d'argento, voltato in palo, attorcigliato, dentato d'argento e linguato di rosso, colla testa di mastino al naturale voltata linguata di rosso, collarinata d'argento movente dall'angolo sinistro inferiore in atto di guardare il serpente: il tutto entro lo scudo sannitico. Ornamenti esteriori da Comune. D.R. del 21 settembre 1933. Gonfalone: drappo d'azzurro… |                                  |
| | Latina Nel centro di uno scudo, a fondo azzurro, campeggia la torre civica, emergente dalla palude. Il tutto è circondato da fasci di spighe mature di grano, legate da un nastro con il motto: Latina Olim Palus Gonfalone: drappo troncato di nero e di azzurro… |                                  |
| Stemma precedentemente in uso | Lenola Raffigura un fiore e due palme incrociate racchiuse in una cornice, su fondo celeste e rosso Gonfalone: Drappo partito di verde e di rosso… | Gonfalone precedentemente in uso |
| | Maenza Partito di rosso e di azzurro all'aquila di nero posta in ombilico, sostenente una torre d'oro merlata alla ghibellina di tre. Ornamenti esteriori di Comune D.P.R. del 4 settembre 1999 Gonfalone: drappo partito di azzurro e di rosso… |                                  |
| | Minturno Di rosso, al castello a tre torri merlato alla guelfa, fondato su una campagna di verde Decreto del 20 settembre 1934 |                                  |
| Stemma precedentemente in uso | Monte San Biagio Di azzurro, ai tre monti di verde, fondati sulla pianura di argento, il monte centrale più alto e più largo, con i declivi interamente visibili, cimato dall'aquila di nero, con il volo alzato, allumata e linguata di rosso; i monti laterali, più esigui, uscenti dai fianchi e con i declivi parzialmente celati dal monte centrale. Ornamenti esteriori da Comune Gonfalone: Drappo di bianco con la bordatura di rosso… D.P.R. del 28 luglio 2005 |                                  |
| Stemma aulico | Norma Donna nuda su roccia e mano con compasso Gonfalone: drappo in tessuto celeste, con lo stemma posizionato nella parte centrale contornato da una cornice dorata ovale con corona a 5 punte sulla parte superiore. Lo stemma è sovrastato dalla dicitura "COMUNE DI" e nella parte sottostante allo stemma la dicitura "NORMA". Il gonfalone è sospeso mediante un bilico mobile, la punta dell'asta centrale ha la forma di una freccia decorata |                                  |
| | Pontinia D'azzurro al melo fogliato e fruttato al naturale, sradicato, caricato in punta dalla pala di una vanga d'argento con troncone ed il vangile di nero; al capo di rosso (porpora) alla torre comunale, circondata da due rami di quercia e d'alloro annodati da un nastro dai colori nazionali. Ornamenti esteriori da Comune D.P.R. del 30 maggio 1953 Gonfalone: drappo d'azzurro… |                                  |
| | Ponza Una Torre sul mare sormontata da una corona regale il tutto tra due rami d'alloro. |                                  |
| | Priverno D'argento, all'aquila al naturale dal volto abbassato, linguata di rosso, tenente fra gli artigli due lance dello stesso, poste in croce di Sant'Andrea, con le punte in basso, caricata in petto da uno scudo d'azzurro, all'albero di verde, nodrito su una campagna dello stesso, il fusto attraversato da un leone passante d'oro, linguato di rosso, tenente con la branca anteriore destra, per i capelli, una testa d'uomo, decapitata. Intorno all'aquila su lista di azzurro, con le estremità bifide in alto, la scritta: Privernum, Metropolis Volscorum, ornamenti esteriori da Città. Gonfalone: drappo portato di azzurro e di bianco riccamente ornato di ricami d'oro e caricato dello stemma civico con l'iscrizione centrata in oro: Città di Priverno. Le parti di metallo ed i cordoni dorati. L'asta verticale ricoperta di velluto dai colori azzurro e bianco, alternati, con betulle dorate poste a spirale. Nella freccia è rappresentato lo stemma della città e sul gambo inciso il nome. Cravatta e nastri tricolori dai colori nazionali frangiati di oro |                                  |
| | Prossedi Di rosso, all'aquila di nero, allumata e linguata di rosso, vista di tre quarti, posta in punta, coronata con la corona d'oro, formata dal cerchio brunito e gemmato, cimato da tre fioroni visibili, alternati da due perle, al naturale, sostenute da punte, il tutto accompagnato nel canton destro del capo dall'ombra di sole, d'oro. Sotto lo scudo, su lista bifida e svolazzante, di rosso, il motto, in lettere maiuscole di nero, Frangar non Flectar. Ornamenti esteriori da Comune. Gonfalone: drappo di giallo… D.P.R. del 22 giugno 2005 |                                  |
| | Rocca Massima Gonfalone: Drappo di azzurro… |                                  |
| | Roccagorga D.P.R. n. 5 in data 17 giugno 1975 Gonfalone: drappo di bianco… |                                  |
| | Roccasecca dei Volsci Gonfalone: drappo partito di bianco e di verde… |                                  |
| | Sabaudia Gonfalone: drappo di azzurro… |                                  |
| | San Felice Circeo Di rosso colla bacchetta magica d'oro posta in banda, il tutto attraversato da un libro d'argento aperto e scritto con caratteri d'oro R.D. del 15 marzo 1935 Gonfalone: drappo di azzurro… |                                  |
| | Santi Cosma e Damiano Gonfalone: drappo partito di bianco e di azzurro… |                                  |
| | Sermoneta Un'aquila, ad ali spiegate su un fondo giallo e azzurro, sulla testa dell'aquila è riprodotta una corona reale, mentre, intorno alla figura, sono riprodotti in forma circolare due ramoscelli uno di olivo sul lato destro e l'altro di quercia sul lato sinistro Gonfalone: drappo partito di giallo e di azzurro… |                                  |
| Stemma secondo decreto di riconoscimento Stemma aulico nella versione con scudo rosso Stemma aulico nella versione con scudo azzurro | Sezze D'azzurro al leone d'argento rampante coronato dello stesso. Motto: Setia Plena Bonis Gerit Albi Signa Leonis D.C.G. del 5 febbraio 1937 Gonfalone: drappo di azzurro… |                                  |
| | Sonnino Gonfalone: Drappo di azzurro… |                                  |
| | Sperlonga Tre Torri emergenti dal mare, sovrastata la torre centrale da stella, contenuto in uno scudo con corona e scritta "Comune di Sperlonga Gonfalone: drappo di colore azzurro ove è collocato al centro lo stemma comunale. Lo stemma è ornato da serto di alloro inserito a sua volta in un più ampio serto floreale |                                  |
| | Spigno Saturnia D'oro, all'arbusto spinoso sradicato, munito di dieci rami, cinque per parte, i sei inferiori secchi, muniti ognuno di cinque spini, i quattro superiori muniti ognuno di cinque foglie e di due spini, la sommità dell'arbusto munito di due spini e tre foglie, poste a ventaglio, il tronco, i rami, gli spini di nero, le foglie di verde. Sotto lo scudo su lista bifida svolazzante d'oro la scritta in lettere maiuscole di nero Università de Spingo - 1668. Ornamenti esteriori da Comune D.P.R. del 27 ottobre 1994 Gonfalone: drappo di verde… |                                  |
| Altra rappresentazione dello stemma con il castello argento                                                                          | Terracina D'azzurro, al castello di due torri merlate di tre alla guelfa e finestrate di nero e di una porta aperta dello stesso, affiancata dalle sculture di due leoni affrontati, passanti; appoggiato sul castello, fra le due torri, uno scudo d'argento a tre fasce di rosso, accollato dalla insegna papale; tiara e chiavi in decusse legate da un cordone passante dietro il castello. Nell'orlo interno dello scudo la scritta Civitas Terracinae. Decreto del 9 settembre 1937 Gonfalone: drappo partito di bianco e di azzurro… |                                  |
| | Ventotene Gonfalone: drappo di bianco… |                                  |